# Claude Ben Zimra
Claude Ben Zimra (ou Benzimra selon les sources), né le 8 octobre 1920 à Oran et mort le 29 juin 1944 à Rillieux, fusillé par la milice française, est une victime de la Shoah.
Le rapport de gendarmerie no 814 de la gendarmerie de Sathonay du 4 novembre 1944, indique son nom, son âge, sa qualité et son adresse : « Ben Zimra, 24 ans, décorateur, 106, rue de l'Hôtel-de-Ville à Lyon ».

## Contexte de l'arrestation
En 1944, Claude Ben Zimra est représentant à Lyon d'une maison de mode parisienne ; il a quitté Paris depuis quelques mois, comme son ami Édouard Lew (1910 - 2005), qui fait le même métier que lui et qu'il retrouve le 28 juin au soir, dans le restaurant Le pied de cochon. Claude Ben Zimra et Édouard Lew, déjà attablés, des miliciens font irruption dans le restaurant et procèdent à un contrôle d'identité. Édouard Lew reconnaît un de ses clients parmi les miliciens. Le témoignage d'Édouard Lew atteste que la question pour les miliciens, est alors de savoir si Édouard Lew et Claude Ben Zimra sont Juifs. Édouard Lew parvient in extremis à les convaincre du contraire ce qui n'est pas le cas de Claude Ben Zimra qui est alors arrêté.
Au cours de la journée du 28 juin 1944, les miliciens Lyonnais arrêtent d'autres personnes juives ensuite incarcérées, comme Claude Ben Zimra, à l'impasse Catelin, dans les locaux de la milice, à Lyon.

## Circonstances du décès

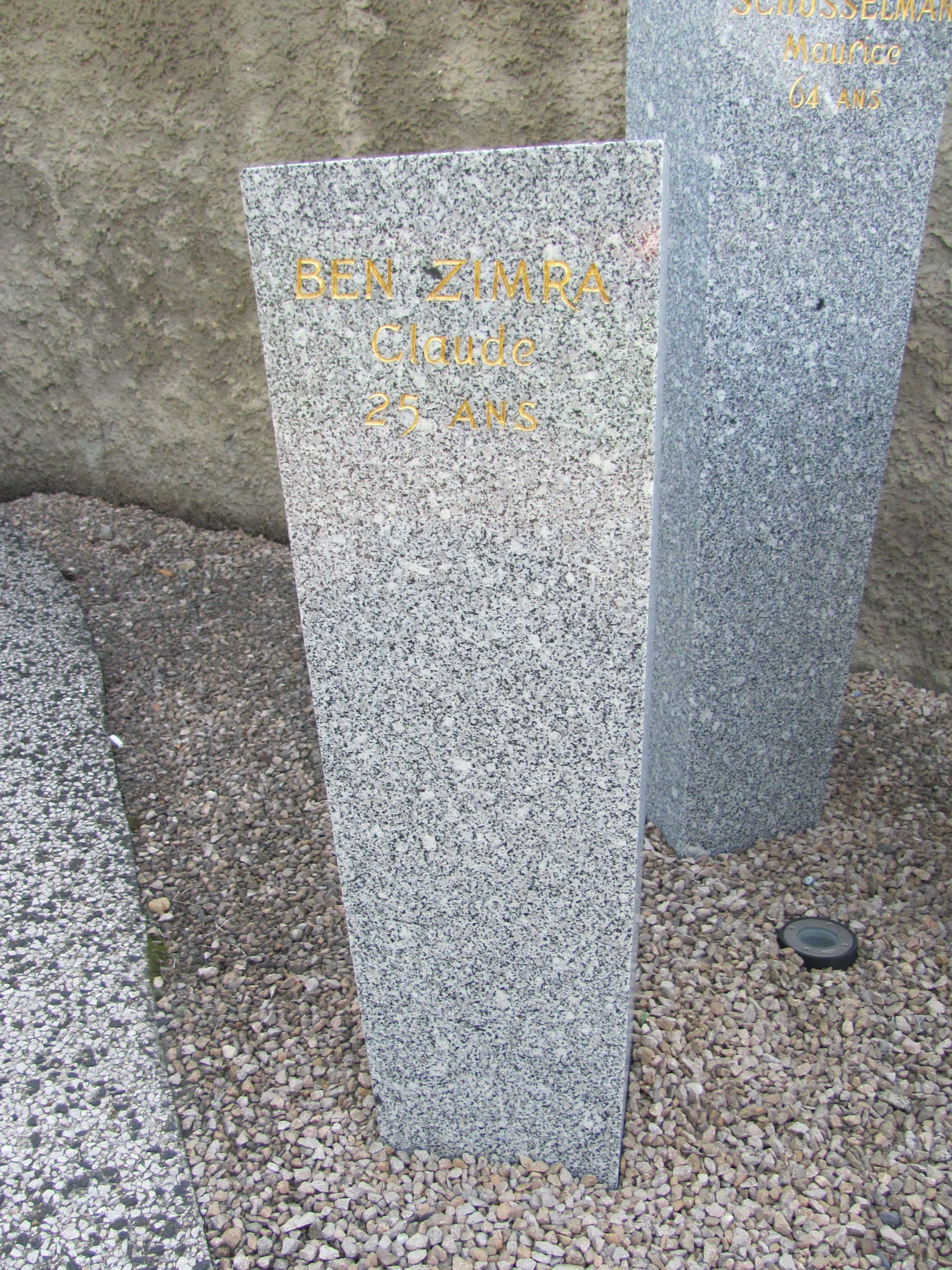
Ben Zimra Claude, 25 ans
Stèle commémorative au cimetière de Rillieux-la-Pape

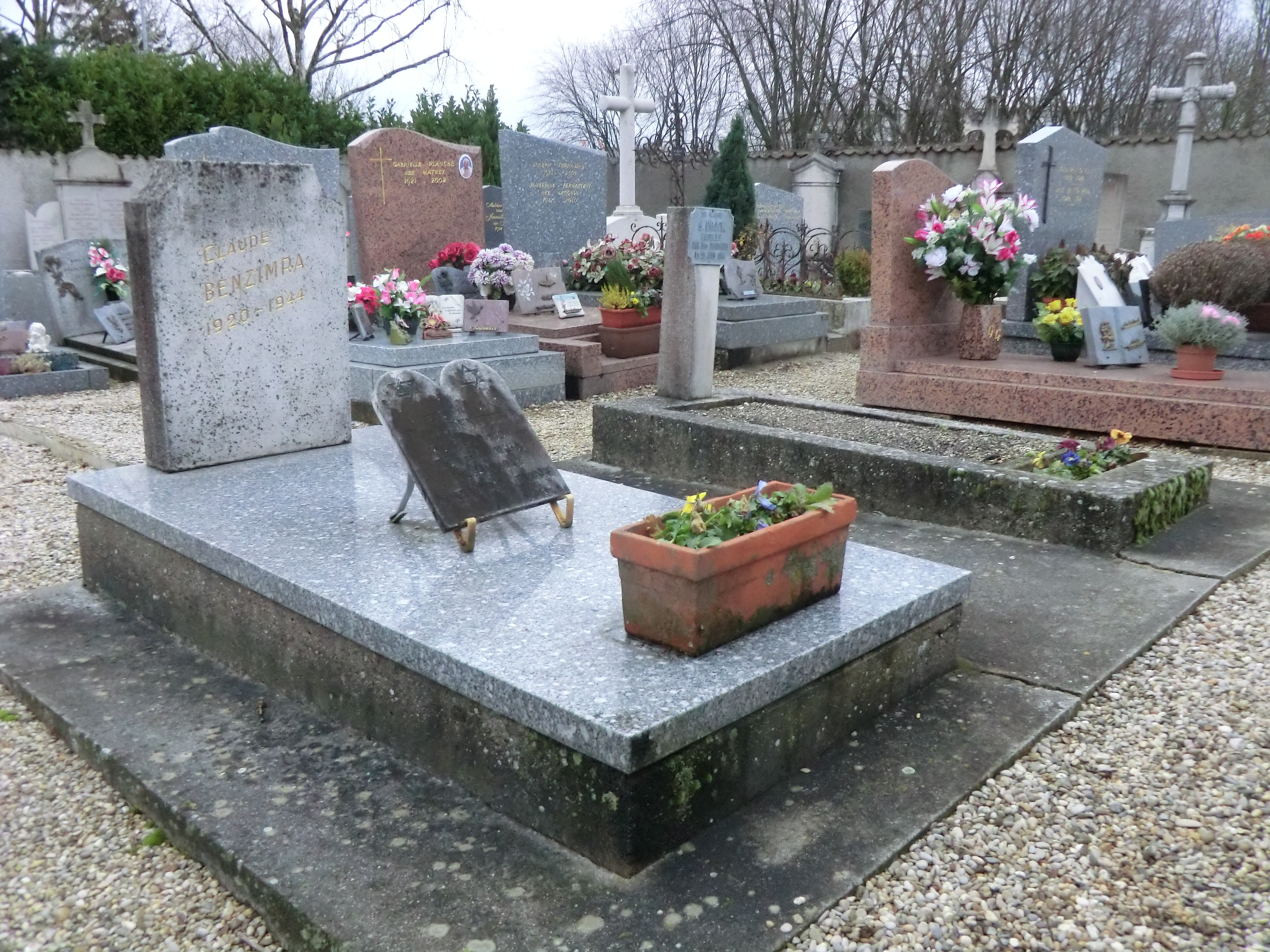
Tombe de Claude Ben Zimra (premier plan) et celle de Siegfried Prock (second plan) au cimetière de Rillieux-Village.

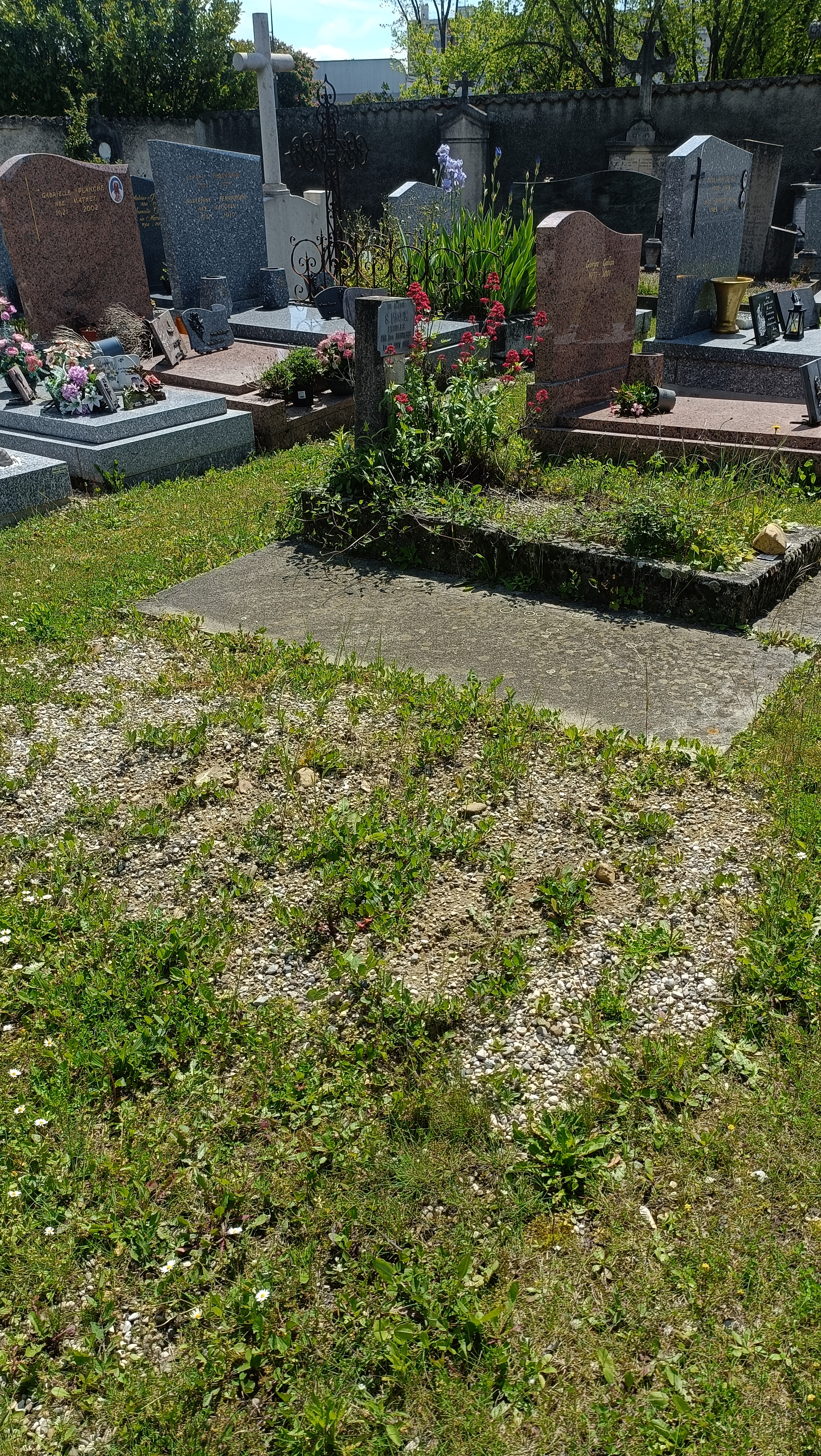
Ancien lieu de sépulture de M Claude Ben Zimra et sépulture de M S Prock

Le 29 juin 1944 au matin, Henri Gonnet un milicien aux ordres de Touvier, fait sortir sept prisonniers juifs de la cellule, dont Claude Ben Zimra. Ils sont emmenés dans une camionnette au cimetière de Rillieux où ils sont fusillés vers 5h30 du matin.
Claude Ben Zimra est enterré dans le cimetière proche du lieu d'exécution ; sur sa tombe (voisine de celle de Siegfried Prock), cette épitaphe : « À mon fils chéri, Claude Ben Zimra, né le 8.10.1920, tué par la Milice le 29.06.1944. Mort pour la France. - Sa mère ».
En 2024, sa sépulture n'est plus présente au cimetière de Rillieux, rue du Souvenir.

## Procès Touvier
Après le procès Touvier où Paul Touvier est condamné pour complicité de crimes contre l'humanité pour les faits survenus à Rillieux, son frère Gérard Ben Zimra (qui était plaignant et donc partie civile), déclare le 21 avril 1994 :

« Je suis content d'être français parce que, finalement, la justice est rendue à sa juste valeur, la condamnation de Touvier est méritoire (...). C'est un résultat positif pour la mémoire de nos fusillés. »